# Anneli Jäätteenmäki
Anneli Tuulikki Jäätteenmäki (sinh ngày 11 tháng 2 năm 1955) là một chính trị Phần Lan và là thành viên của Nghị viện Châu Âu (MEP) từ Phần Lan. Bà là nữ Thủ tướng đầu tiên của Phần Lan, tại văn phòng từ ngày 17 tháng 4 năm 2003 đến ngày 24 tháng 6 năm 2003.

## Tiểu sử
Jäätteenmäki sinh ra trong một trang trại nhỏ trong rừng Ostrobothnia ở Phần Lan. Anh trai của cô là tiếp quản trang trại, vì vậy các cô con gái trong gia đình đã đến trường. Anneli trở thành thành viên của Đảng Trung tâm và hoạt động tích cực trong chính trường sinh viên. Bà đã tốt nghiệp thạc sĩ luật năm 1980 và làm luật sư cho nhóm nghị sĩ đảng từ 1981 đến 1987, khi bà được bầu vào Quốc hội Phần Lan (Eduskunta). Jäätteenmäki là Bộ trưởng Tư pháp từ năm 1994 đến năm 1995, sau đó đảng của bà trở thành một phần của phe đối lập. Bà được bầu làm Chủ tịch Đảng Trung tâm của Phần Lan từ ngày 18 tháng 6 năm 2000 đến ngày 5 tháng 10 năm 2003, mặc dù năm đầu tiên là nhà lãnh đạo hành động trong chuyến nghỉ phép của Esko Aho đến giảng dạy tại Đại học Harvard.

## Thủ tướng Chính phủ
Sau tám năm chống đối, bà lãnh đạo Trung tâm Đảng của Phần Lan giành chiến thắng hẹp trước đảng lớn nhất trước đây, Đảng Dân chủ Xã hội Phần Lan, trong cuộc bầu cử quốc hội năm 2003. Theo hiến pháp mới, có hiệu lực cho lần đầu tiên Thời gian sau cuộc bầu cử này, cô đã được trao cho cơ hội đầu tiên để thành lập một Nội các mới. Sau cuộc đàm phán thành công với Đảng Dân chủ Xã hội và Đảng Nhân dân Thu Thụy Điển, bà đã đứng đầu một liên minh nội các, tiếp tục theo đường lối của người tiền nhiệm là Paavo Lipponen, nhưng đưa ra các biện pháp mới để kích thích nền kinh tế, bao gồm cả cắt giảm thuế.
Trong thời gian ngắn làm việc, Phần Lan là nước duy nhất trên thế giới có phụ nữ làm thủ tướng và tổng thống, một tình huống nhấn mạnh bởi thực tế là một nửa nội các của bà là phụ nữ. (Anneli Jäätteenmäki tạm thời làm Thủ tướng của Phần Lan) tuy không ngắn nhất trong lịch sử Phần Lan.Ngoài những người quản lý và các thủ tướng tạm thời được bổ nhiệm do cái chết hoặc bệnh tật của người tiền nhiệm, Juho Heikki Vennola chỉ huy một Nội các kéo dài Trong khoảng một tháng từ tháng 2 đến tháng 3 năm 1931, liên quan đến những đòi hỏi chống dân chủ của La Mã đòi hỏi phải có ảnh hưởng đến cuộc bầu cử tổng thống).